# Go-gurt
Go-Gurt – marka amerykańskiego jogurtu słodzonego, skierowanego dla dzieci. W Kanadzie sprzedawany jest pod nazwą Yoplait Tubes, natomiast w Wielkiej Brytanii znany jest jako Frubes. Jogurt spożywany jest na zasadzie wyciskania zawartości wprost do ust, zamiast korzystania z łyżeczki. Go-Gurt został wprowadzony na rynek w 1999 za pośrednictwem amerykańskiego przedsiębiorstwa spożywczego General Mills.